# Joël Bettin

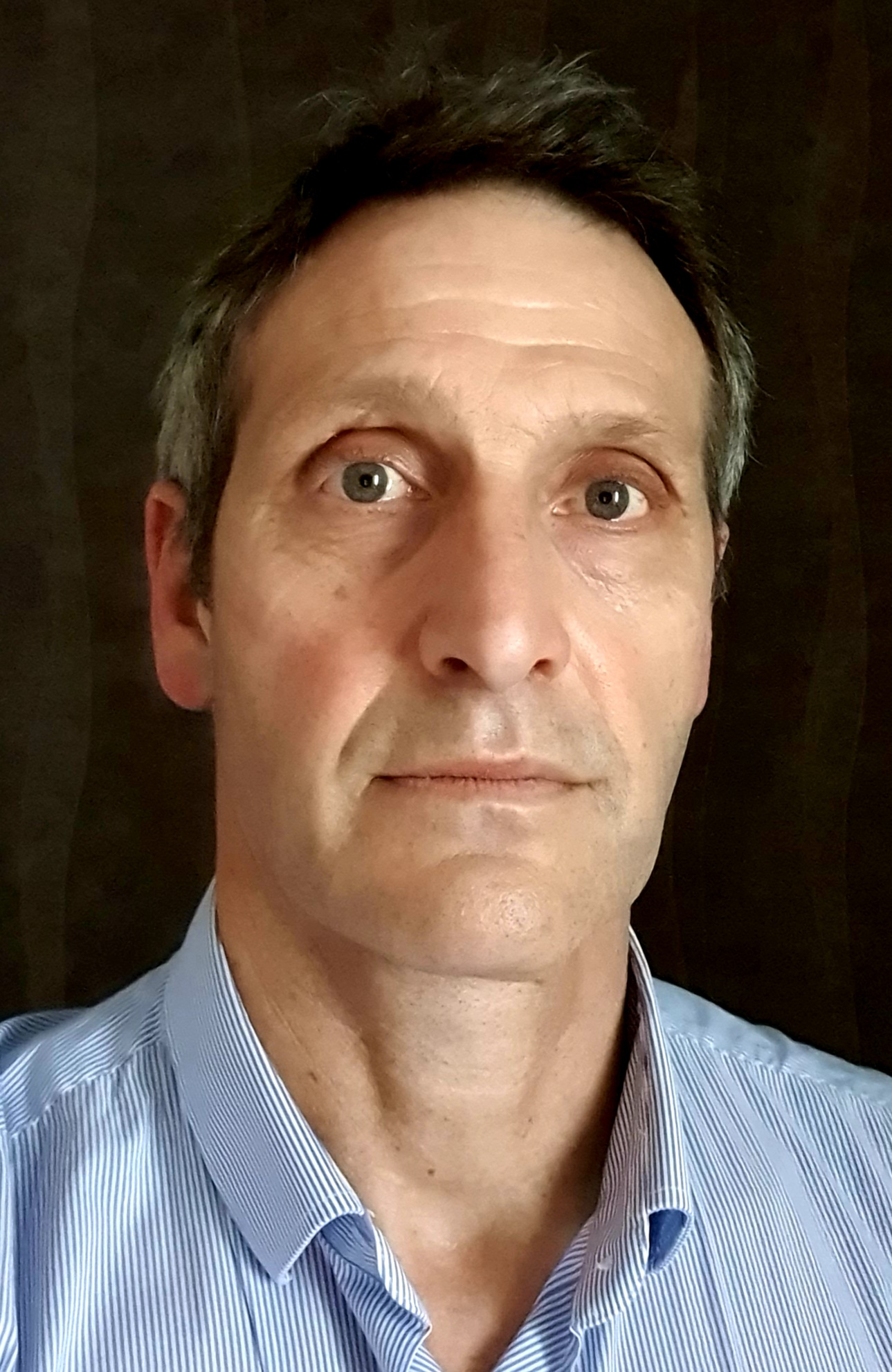
Joël Bettin

Joël Bettin, född den 14 december 1966 i Melun, Frankrike, är en fransk kanotist.
Han tog OS-brons i C-2 500 meter i samband med de olympiska kanottävlingarna 1988 i Seoul.